# Animal Planet

Logo des HD-Ablegers bis 2024

Ehemaliges Logo

Ehemaliges Logo des HD-Ablegers

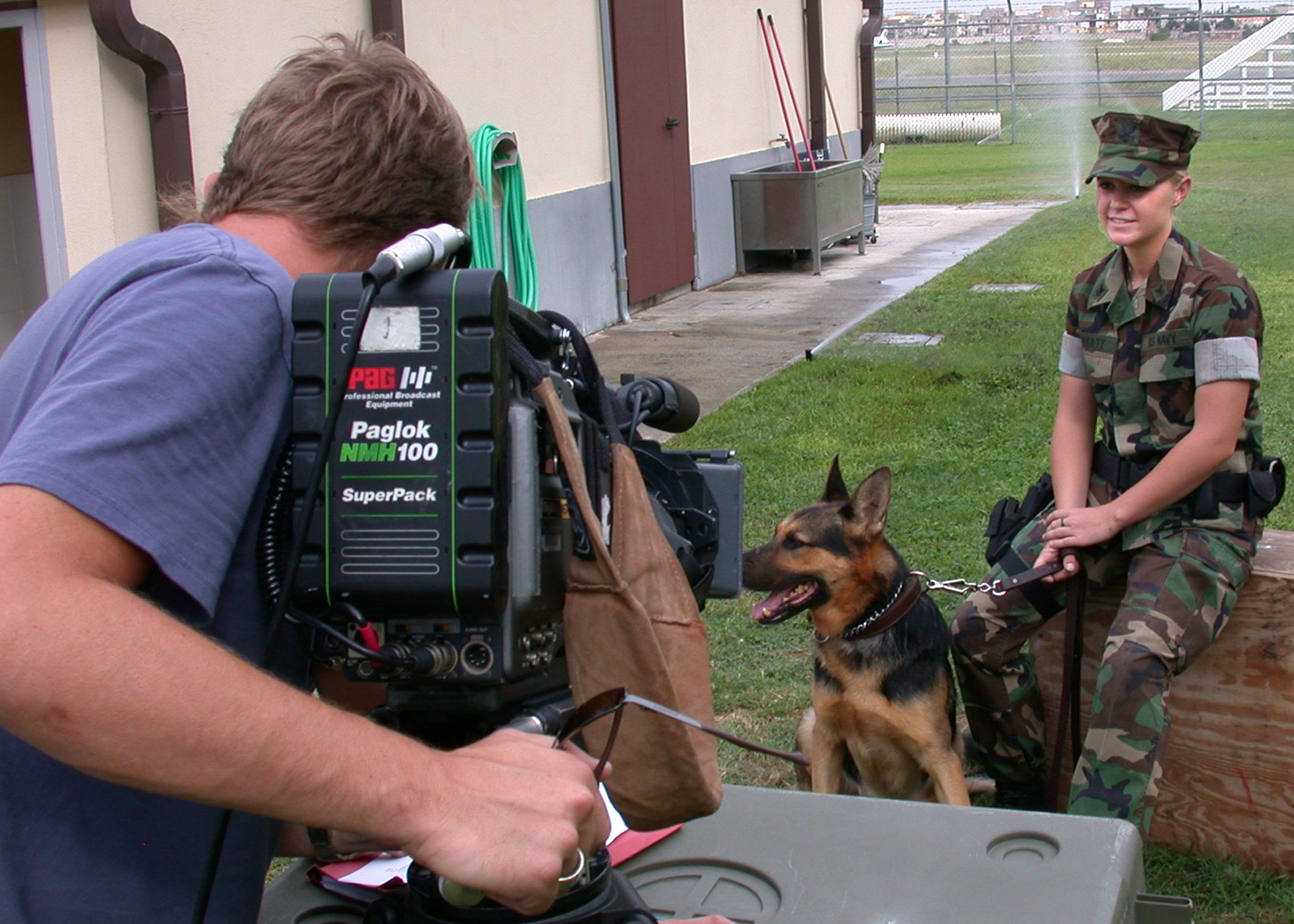
Ein Arbeitshund und seine Führerin werden für Animal Planet interviewt

Animal Planet ist ein Fernsehsender der weltweiten Warner Bros. Discovery, der auf Dokumentationen aus dem Tierreich ausgerichtet ist. Sendestart in englischer Sprache war am 1. Juni 1996 in den USA.

## Eigentümer
- Animal Planet USA: 100 % Warner Bros. Discovery
- Animal Planet Europe: 50 % Warner Bros. Discovery, 50 % BBC
- Animal Planet Asia: 50 % Warner Bros. Discovery, 50 % BBC
- Animal Planet Latin America:  50 % Warner Bros. Discovery, 50 % BBC
- Animal Planet Japan: Warner Bros. Discovery, Minderheitsbeteiligung BBC
- Animal Planet Canada: Warner Bros. Discovery, Minderheitsbeteiligung BBC

## Animal Planet Deutschland
Sendestart in Deutschland war im April 2004, es werden deutsche und internationale Produktionen gesendet. Das Programm wird von der Discovery Networks Deutschland GmbH mit Sitz in München veranstaltet. Programmkooperationen bestehen mit Spiegel TV sowie der British Broadcasting Corporation (BBC).
Bis zum 30. Juni 2009 wurde Animal Planet im Rahmen des Programmbouquets von Premiere digital über Satellit sowie Kabel ausgestrahlt. Als Ersatz bei Sky Deutschland, wie Premiere seit Juli 2009 heißt, wurde der Sender durch den neuen Tiersender National Geographic Wild ersetzt. Stattdessen ist der Sender seit dem 1. Juli 2009 über den Kabelnetzbetreiber Unitymedia, seit dem 1. September 2010 bei Kabel BW und seit dem 8. März 2010 über die IPTV-Plattform Telekom Entertain der Deutschen Telekom zu empfangen.
Seit April 2021 ist Animal Planet im Kabel Netz von Vodafone nicht mehr empfangbar. An dem Termin wurden noch weitere Kanäle gestrichen. Vodafone nannte es "Umschalten auf Zukunft" 
Animal Planet Deutschland ist Teil von Animal Planet Europe und gehört zu 50 % Discovery Inc. und zu 50 % BBC Worldwide.

### Sendungen
- Ben’s Zoo
- Die Zukunft ist wild
- Prehistoric Park – Aussterben war gestern
- Und täglich grüßt das Erdmännchen
- Whale Wars
- Das Tagebuch der Raubkatzen
- Reit TV
- Der Katzenflüsterer